# Centre historique de Salvador de Bahia
Le centre historique de Salvador de Bahia est un ensemble urbain inscrit au patrimoine mondial de l'humanité par l'UNESCO depuis 1985. Il comprend le centre historique de la ville de Salvador, capitale de l'État de Bahia, au Brésil, et première capitale du Brésil colonial de 1549 à 1763. Il se compose de rues et de monuments de l'époque du Brésil colonial. Il englobe le quartier du Pelourinho et des zones de quartiers voisins. Le Pelourinho, souvent confondu à tort avec le centre historique tout entier, comprend les zones situées entre les places du largo do Pelourinho et du terreiro de Jesus.

## Description

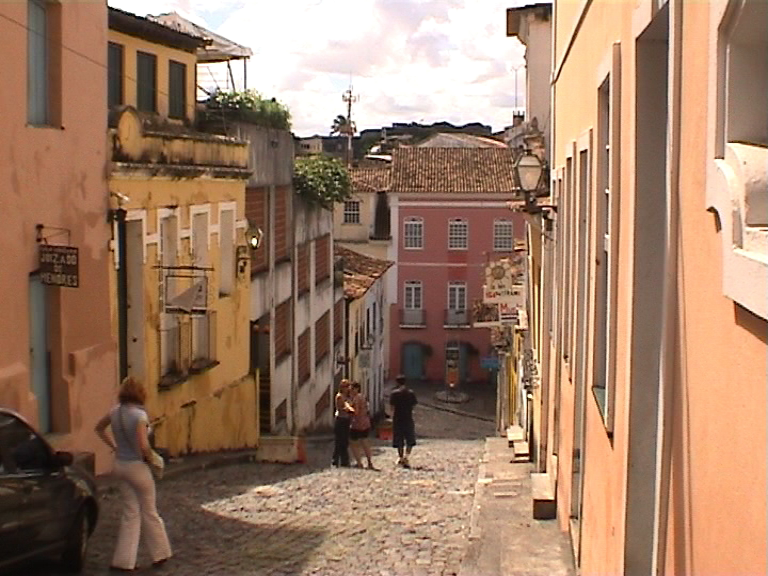
Une rue du centre historique

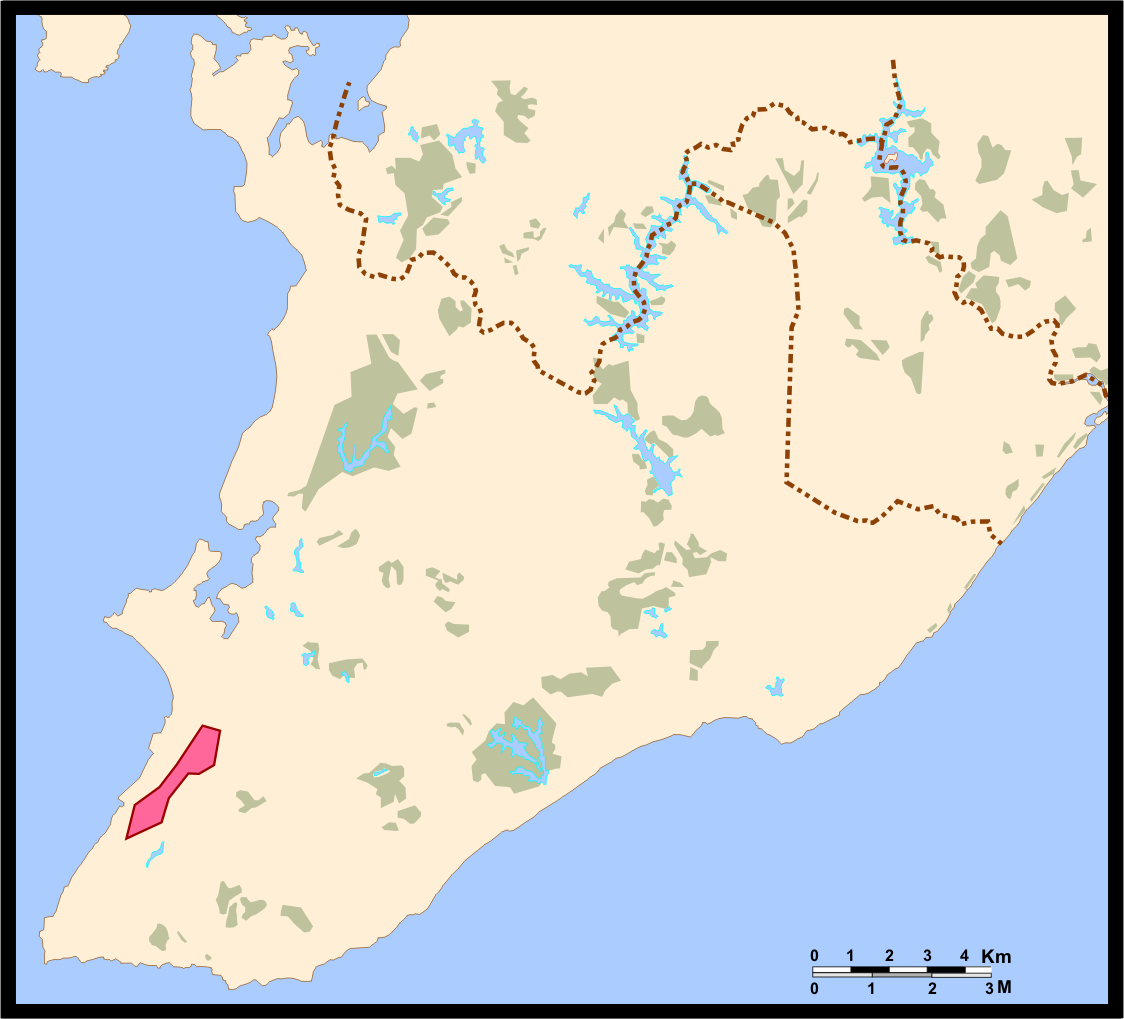
Situation du centre historique sur la carte de Salvador

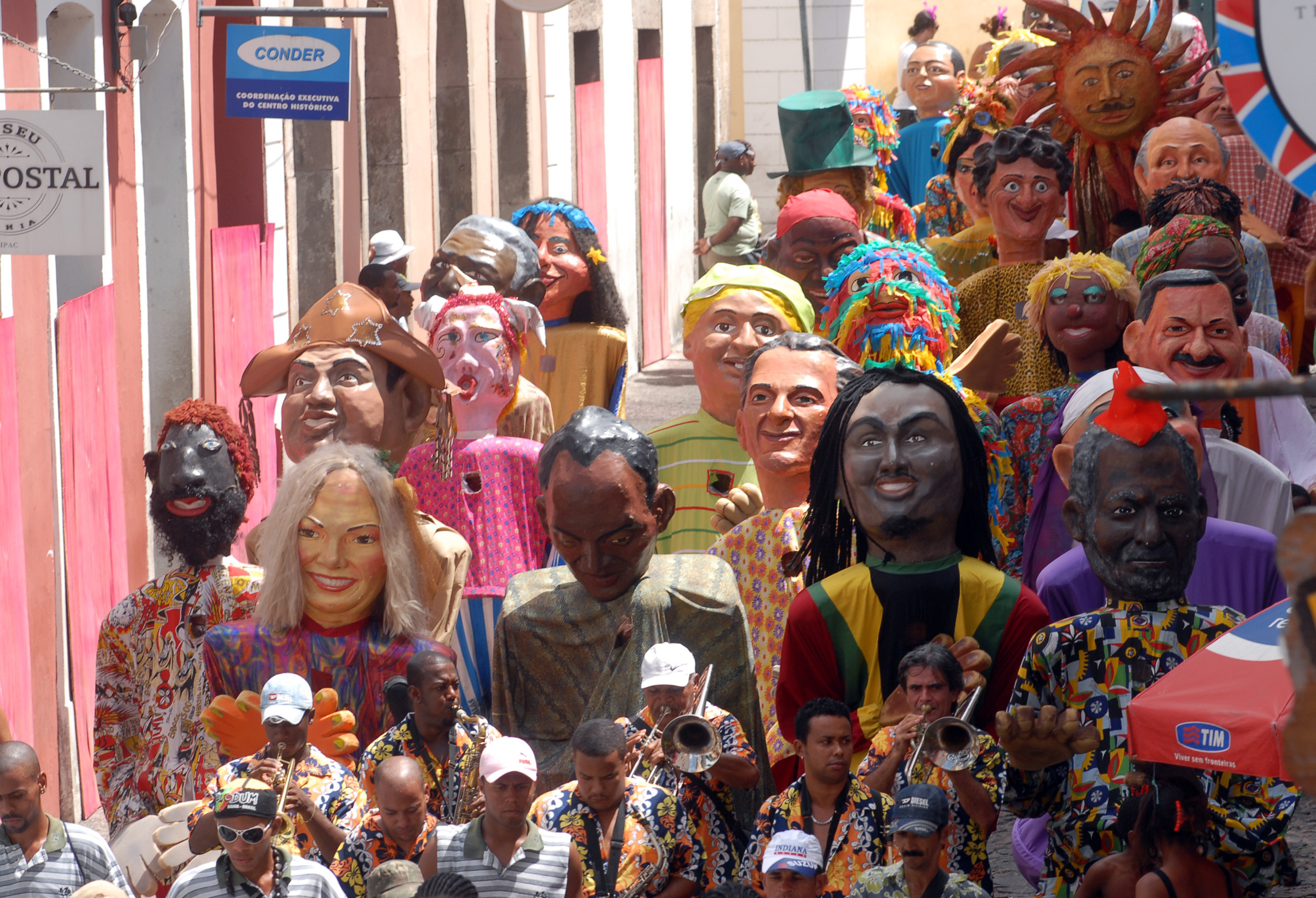
Défilé dans les rues du Pelourinho lors du carnaval de 2008

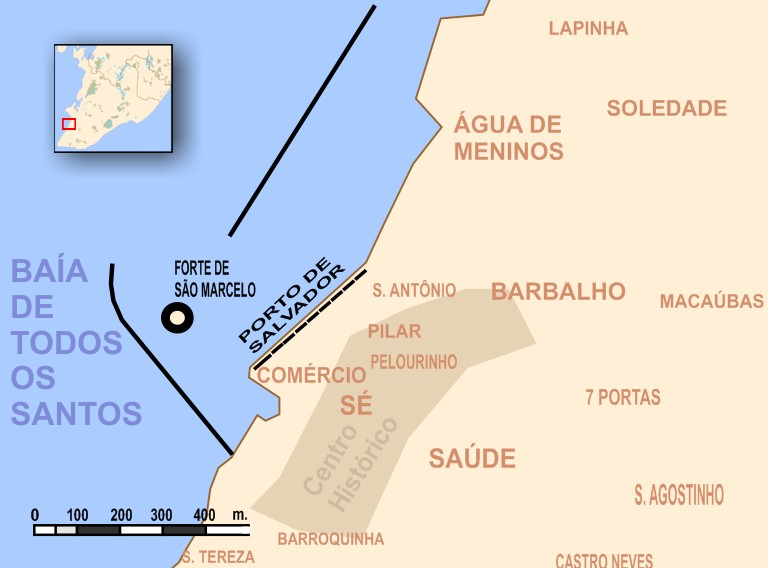
Détail de la carte, montrant le centre historique et les zones voisines

La zone est extrêmement riche en monuments historiques datant du XVIIe siècle au XIXe siècle. En effet Salvador, fondée en 1549 par des colons portugais, fut la première capitale coloniale du Brésil et une des villes les plus anciennes du Nouveau Monde. Elle fut aussi le premier marché aux esclaves du continent, avec des esclaves qui arrivaient pour travailler dans les plantations de canne à sucre.
Cette zone se situe dans la partie la plus ancienne de Salvador, la Ville haute (Cidade Alta). Elle comprend plusieurs pâtés de maisons autour des places du largo do Pelourinho et du terreiro de Jesus. Elle est célèbre pour ses rues, églises, cafés, restaurants, boutiques et bâtiments aux tons pastels. À l'origine quartier aisé et centre administratif et commerçant, le centre historique est devenu, avec l'accroissement de la ville à partir de 1950, un quartier populaire et le cœur de la culture afro-brésilienne de la ville, en particulier pour la capoeira et la musique.  
Entre 1938 et 1945, l'Institut national du patrimoine artistique et historique (IPHAN) a classé plusieurs monuments isolés pour leur protection. Ceci ne fut pas suffisant pour empêcher la dégradation du centre, qui s'est particulièrement accentuée depuis 1960 à cause de la modernisation et du transfert des activités économiques vers d'autres parties de la ville. C'est seulement en 1984 que l'IPHAN a classé une zone étendue (80 hectares), et en 1985 l'UNESCO a inscrit le site au patrimoine mondial. En 1991 a commencé un projet de restauration du centre historique, en particulier du Pelourinho. Ce processus controversé de revitalisation et de restructuration urbaine, avec l'installation de bars, boutiques, petits commerces et écoles, a entraîné le départ d'une partie des habitants du centre.
Le centre historique est l'un des principaux points touristiques de la ville aujourd'hui. C'est un lieu pour la musique, les restaurants et la vie nocturne. La police patrouille la zone pour assurer la sécurité,.

## Histoire

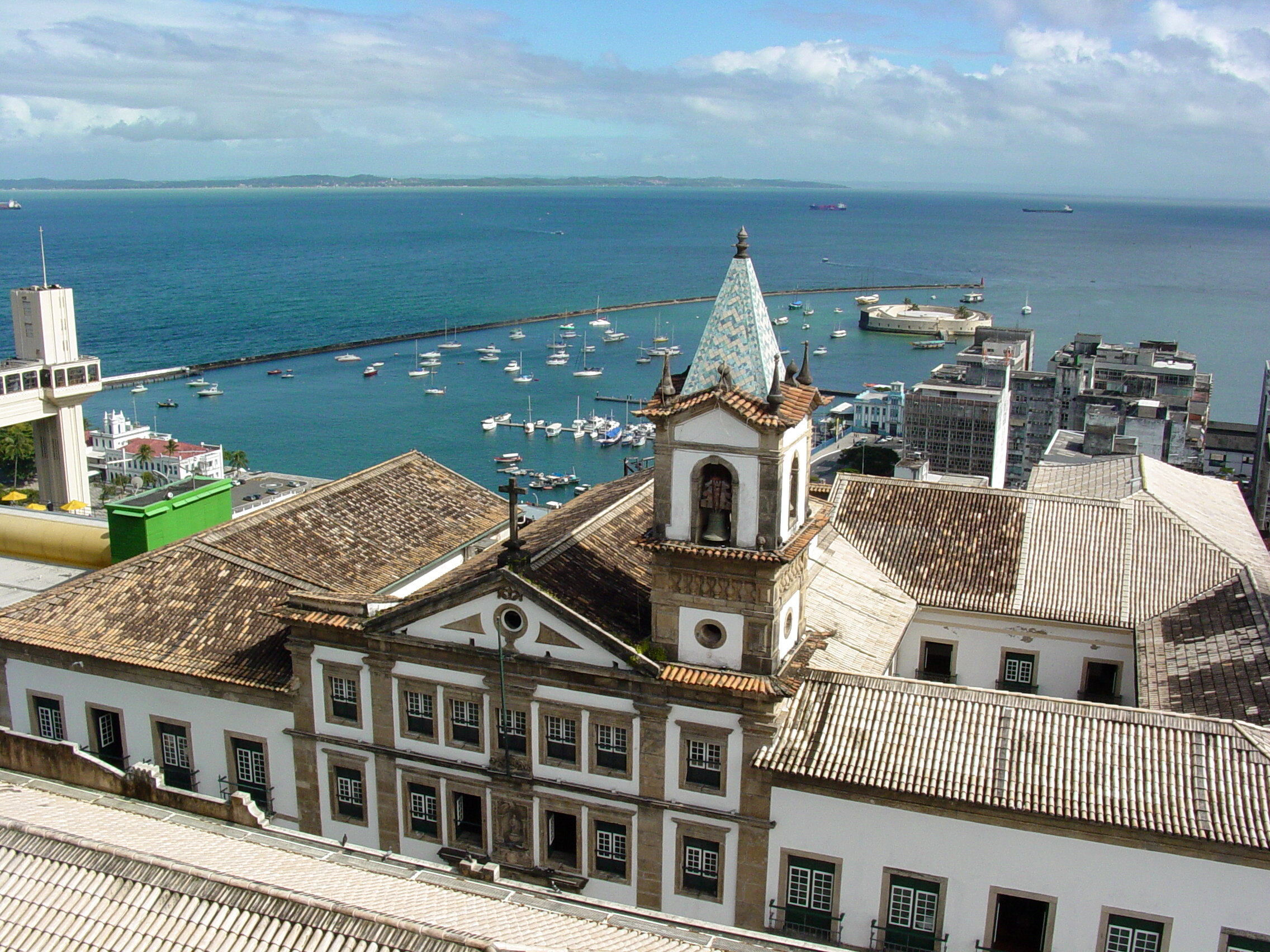
Maisons historiques, l'ascenseur Lacerda (à gauche) et la baie de Tous les Saints

La ville fut fondée en 1549 par Tomé de Sousa pour être le siège du gouvernement portugais au Brésil. Elle fut construite initialement au sommet d'un talus afin qu'elle soit protégée des attaques ennemies. Le premier tracé des rues est attribué à l'architecte Luís Dias. La ville s'est ensuite étendue vers la mer, occupant une étroite bande côtière. Ainsi est née la division de Salvador en Ville basse (Cidade Baixa), où se trouvait notamment le port, et Ville haute. 
La « phase monumentale » de Salvador, selon l'historien de l'art américain Robert Chester Smith, commence au milieu du XVIIe siècle, avec la transition entre le style Renaissance et le baroque. Les églises, demeures et monuments principaux sont construits au cours de cette période. On peut citer l'église du Carmel (igreja do Carmo), l'église et le couvent Sainte-Thérèse, l'église du Tiers-Ordre de Saint-François, la Casa de Câmara e Cadeia, le palais du gouverneur, le terreiro de Jesus et l'ensemble de sobrados et de constructions du Pelourinho.
La liaison entre Ville haute et Ville basse a toujours été compliquée. Au fil du temps, des chemins ont été créés. Afin de faciliter le transport de marchandises, les religieux ont construit des grues (guindastes). La mention la plus ancienne de ces grues, due au navigateur français Pyrard de Laval, remonte à 1610. À la fin du XIXe siècle, avec la modernisation de la ville furent construits de nouveaux moyens de transport pour les passagers : l'ascenseur Lacerda (Elevador Lacerda), datant de 1872, et des funiculaires (planos inclinados) comme le plan incliné Gonçalves, implanté entre 1887 et 1889. Aujourd'hui totalement intégré au paysage et au quotidien de la population de Salvador, cet ascenseur est l'une des principales « cartes postales » de la ville.

## Lieux notoires
Plusieurs monuments et lieux historiques se trouvent dans le quartier ; on compte parmi ceux-ci :

### Places

#### Largo do Pelourinho

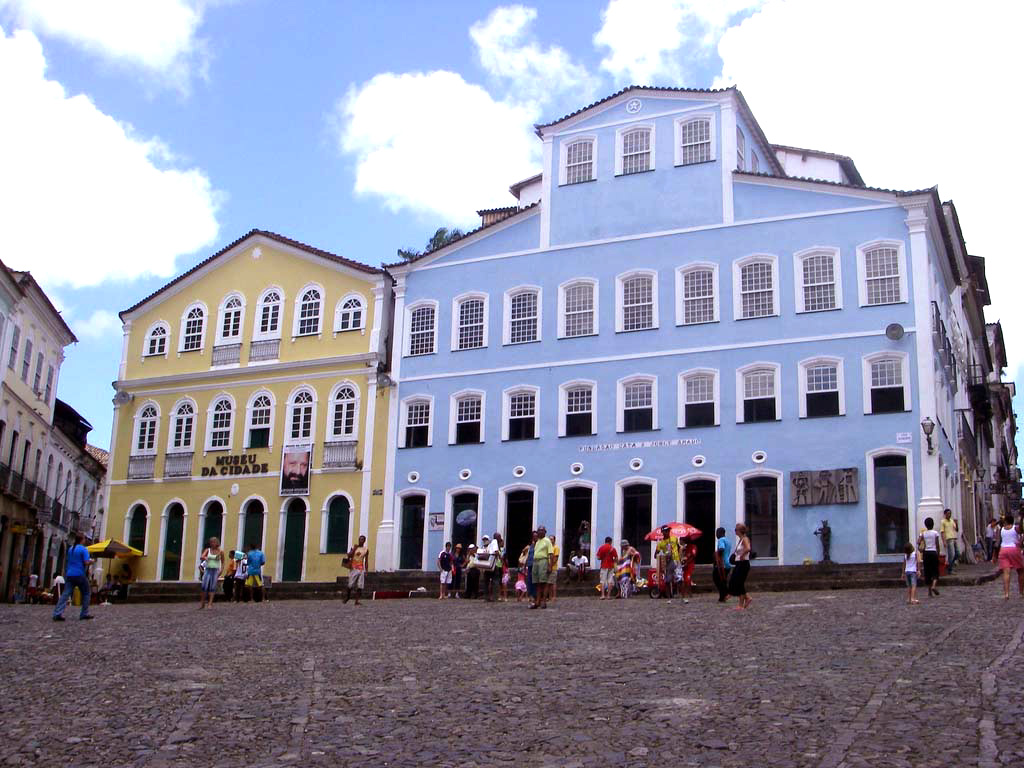
Le musée de la ville et la maison de Jorge Amado, sur le largo do Pelourinho

Le largo do Pelourinho, officiellement place José de Alencar, est une place de forme triangulaire, en forte pente, située au cœur du quartier du Pelourinho. Avec ses sobrados du XIXe siècle, il est l'un des ensembles les plus intéressants de Salvador. La place a été créée à la suite de la démolition d'une porte qui servait à défendre la ville. Sur cette place se trouve aussi l'église Nossa Senhora do Rosário dos Pretos.
Le largo do Pelourinho tire son nom du pilori (pelourinho en portugais) qui s'y trouvait et qui servait à punir les esclaves noirs.

#### Terreiro de Jesus

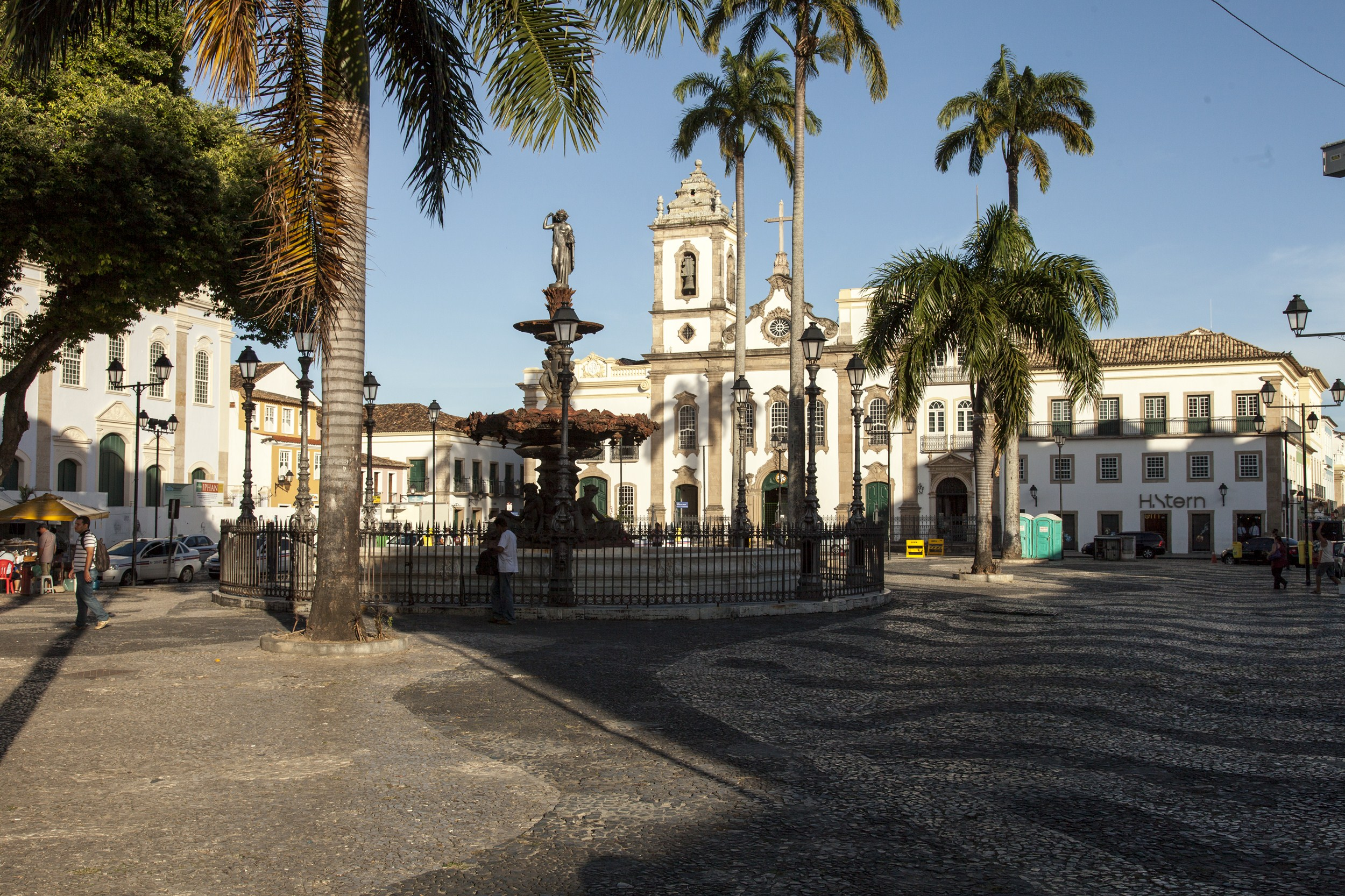
Le terreiro de Jesus

Le terreiro de Jesus,  officiellement place du Quinze Novembre, se situe devant l'actuelle cathédrale-basilique.
Au début des années 1550, à l'époque de la fondation de Salvador par le gouverneur-général Tomé de Sousa, les jésuites reçurent du gouverneur une zone au nord de la nouvelle ville, où les prêtres, menés par Manuel da Nóbrega construisirent une première petite chapelle en pisé et le premier bâtiment du collège des jésuites  de la ville. En raison de la présence des prêtres de la Compagnie de Jésus, la place en face devint alors connue sous le nom de terreiro de Jesus. Le bâtiment du collège fut terminé en 1590.
La première église construite à cet endroit au XVIe siècle était très petite et fragile, et, entre 1652 et 1672, les jésuites construisirent sur ce lieu une église somptueuse, considérée comme la plus importante du XVIIe siècle au Brésil,. La façade maniériste de l'église, construite en calcaire pedra lioz apporté du Portugal, domine encore la place. L'intérieur est composé de magnifiques retables en bois doré de styles maniériste et baroque et on peut remarquer le plafond en bois sculpté et la sacristie. En 1933, l'église des jésuites devint la nouvelle cathédrale de Salvador à la suite de la démolition de l'ancienne.
En plus de la cathédrale, d'autres édifices religieux représentatifs de l'art colonial brésilien donnent sur le terreiro : l'église et couvent Saint-François, l'église du Tiers-Ordre de Saint-François, l'église du Tiers-Ordre de Saint-Dominique et l'église de Saint-Pierre des Clercs.
À partir du début du XIXe siècle, le bâtiment de l'ancien collège des jésuites fut utilisé comme hôpital et en 1833 y fut installée la première faculté de médecine du Brésil. Le bâtiment colonial fut détruit dans un incendie en 1905 et fut remplacé par un bâtiment de style éclectique.
La fontaine, en fonte du Val d'Osne, est une œuvre des sculpteurs Mathurin Moreau et Michel Joseph Napoléon Liénard .

#### Praça da Sé

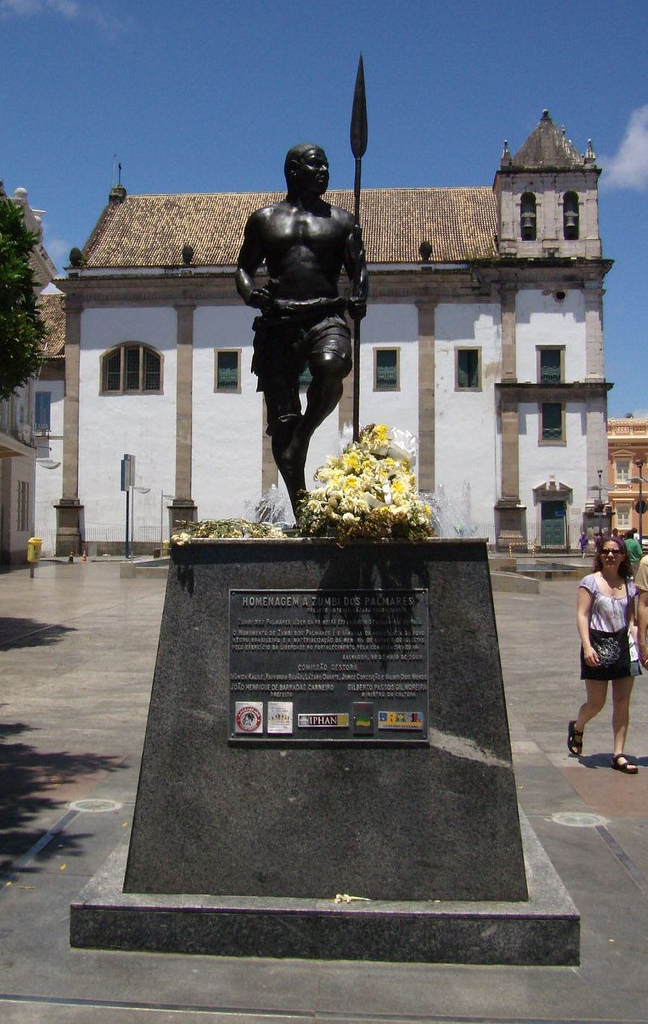
Statue de Zumbi dos Palmares sur la praça da Sé

La praça da Sé a été créée au cours des années 1930, à la suite de la démolition de deux pâtés de maisons constitués de bâtiments anciens. La sé primacial, église datant de la seconde moitié du XVIIe siècle, cathédrale de Salvador jusqu'en 1765 et qui donne son nom à la place, a été détruite en 1933. Cette démolition très controversée était motivée par le très mauvais état de l'église et avait pour but de permettre la circulation des tramways,. À l'emplacement de l'église se trouve aujourd'hui la Cruz Caída (Croix tombée), monument rappelant sa démolition.
Pour les piétons, la place est accessible depuis la Ville basse par le plan incliné Gonçalves, un funiculaire. Elle est aussi accessible aux automobiles. Elle jouxte le terreiro de Jesus.

### Palais et maisons

#### Câmara Municipal(ancienneCasa de Câmara e Cadeia)

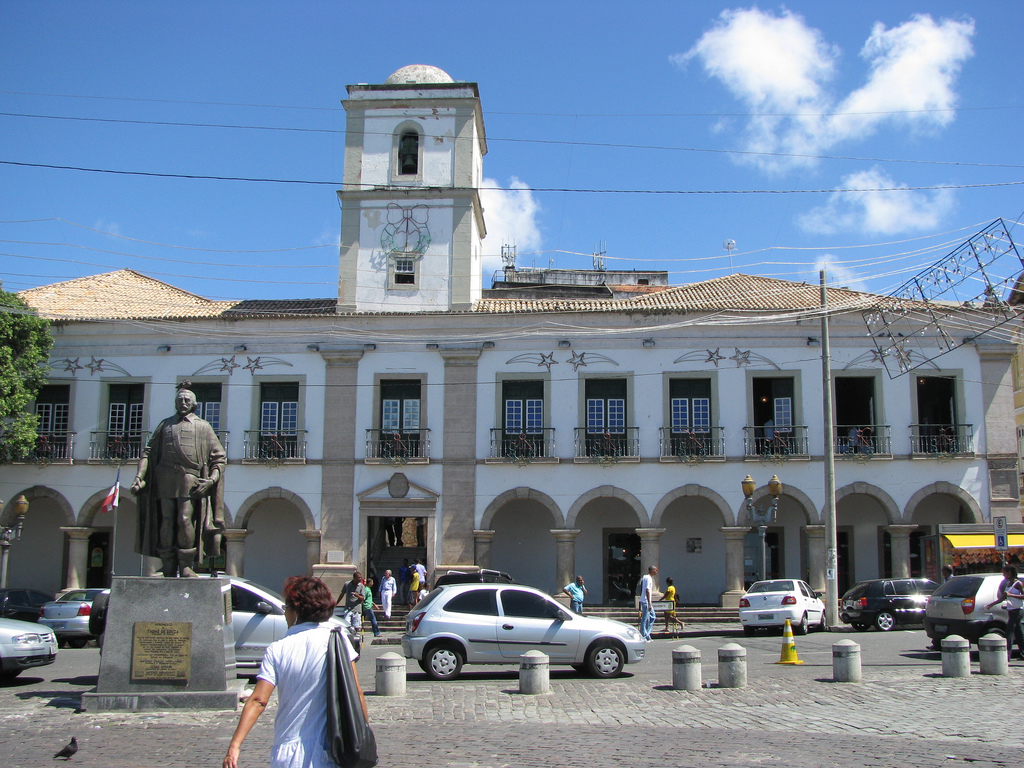
La Casa de Câmara e Cadeia

Ce bâtiment fut construit peu après la fondation de la ville. Le 13 juin 1549 fut créée la Casa de Câmara e Cadeia da Cidade de Salvador (assemblée et prison de la ville de Salvador) qui réunissait les pouvoirs exécutif, judiciaire et législatif.
La prison se trouvait au rez-de-chaussée et en sous-sol. Le rez-de-chaussée était divisé en ailes nord et sud, destinées respectivement aux femmes et aux hommes. Au sous-sol se trouvaient les cellules individuelles ou cachots (enxovias). Ceci perdura jusqu'à la première moitié du XIXe siècle quand la prison fut transférée au fort du Barbalho. Le siège du pouvoir judiciaire quitta aussi la Câmara pendant cette période. Pendant la période coloniale, une boucherie publique fonctionna dans les dépendances de la Câmara. Elle était responsable de l'approvisionnement municipal et de la lutte contre les prix abusifs. Les restes des produits de la boucherie étaient transportés vers l'actuelle zone de la Baixa dos Sapateiros, où courait un affluent du rio Camarajipe, appelé depuis lors le rio das Tripas (rivière des Tripes).
Le bâtiment subit des modifications au début du XXe siècle et gagna une façade de style éclectique, très en vogue à l'époque. Pendant les années 1970 il fut rénové afin de sauver son style d'origine, le style colonial du XVIIe siècle qui remontait à l'ancienne Casa de Câmara e Cadeia.
Le bâtiment abrite aujourd'hui la câmara municipal (conseil municipal) de Salvador, organe législatif de la ville.
Le mémorial de la Câmara Municipal de Salvador, créé en 1997, ouvert au public en 2001 et réinauguré en 2010, raconte l'histoire de la ville et de la Câmara à travers des peintures murales, peintures, photographies, maquettes, objets et meubles.

#### Palais archiépiscopal

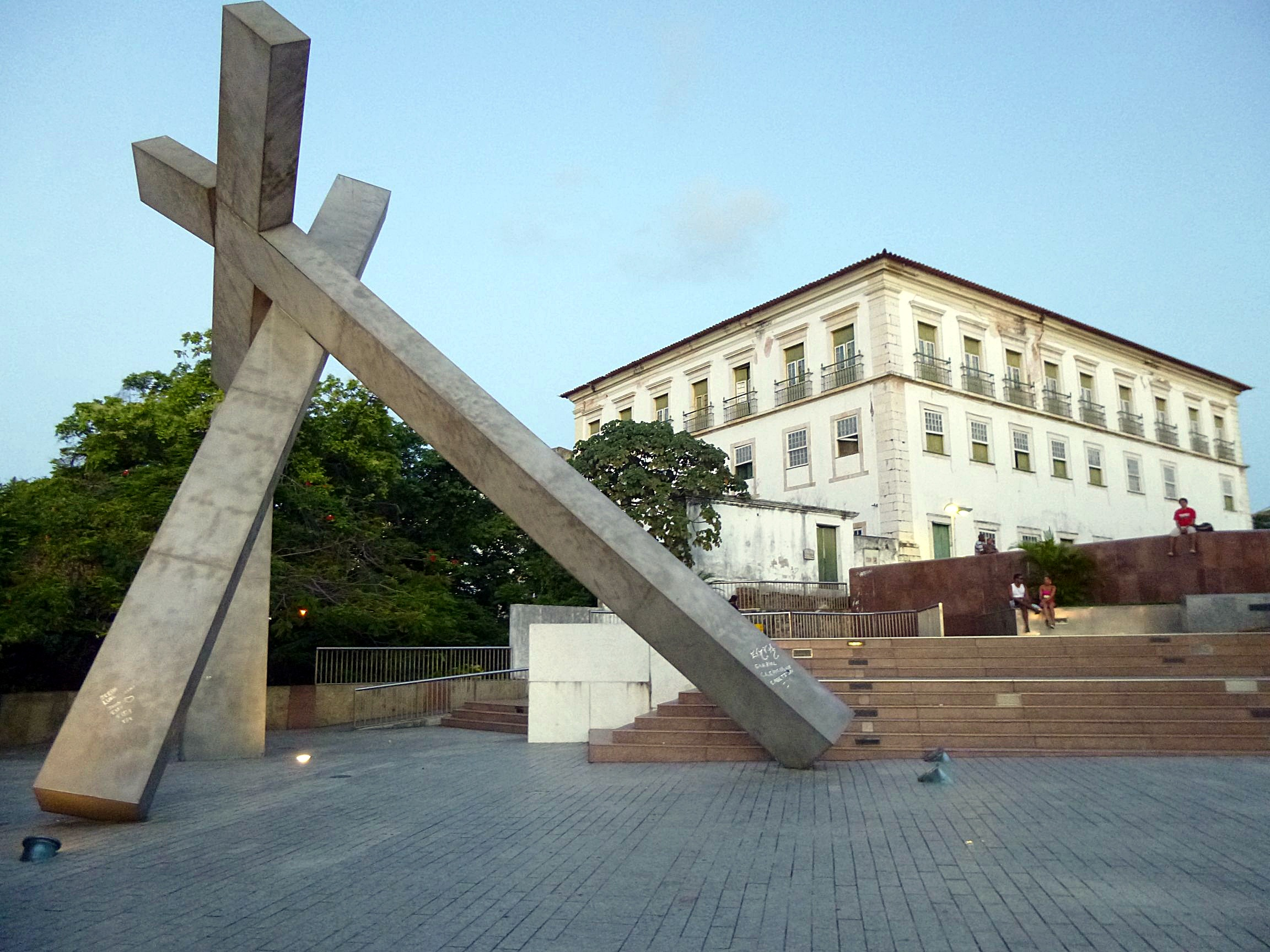
Le palais archiépiscopal et la Cruz Caída (Croix tombée) près de l'emplacement de l'ancienne cathédrale

Le palais archiépiscopal de Salvador se situe sur la praça da Sé. Il fut construit au début du XVIIIe siècle et constitue l'un des meilleurs exemples de l'architecture civile de la période coloniale du Brésil.
L'histoire de l'actuel palais des archevêques commence en 1705, quand une charte royale autorise la construction d'un résidence pour les archevêques sur le terreiro de Jesus, près de l'église jésuite de Salvador (actuelle cathédrale-basilique). En 1707 on décide d'utiliser un autre terrain, à côte de l'ancienne cathédrale (sé) de la ville, où se trouvait une chapelle (ermida) de la Confrérie de Saint-Pierre des Clercs (Irmandade de São Pedro dos Clérigos). Les travaux commencèrent alors et se terminèrent en 1715.
La façade principale du palais possède trois niveaux et une entrée marquée d'un portail en calcaire pedra lioz et décoré d'un blason bordé de volutes. Il s'agit du blason de Dom Sebastião Monteiro da Vide, archevêque de Salvador de 1701 à 1722. Les fenêtres de l'étage noble possède des balcons avec grilles en fer. L'intérieur est organisé autour d'un patio central.
Il y avait autrefois un passage qui reliait le palais à l'ancienne cathédrale (sé), démolie en 1933. L'espace qu'occupait cette église est actuellement une place. Le palais a été classé par l'IPHAN en 1938.

#### Palais Rio Branco (ancien palais du gouverneur)

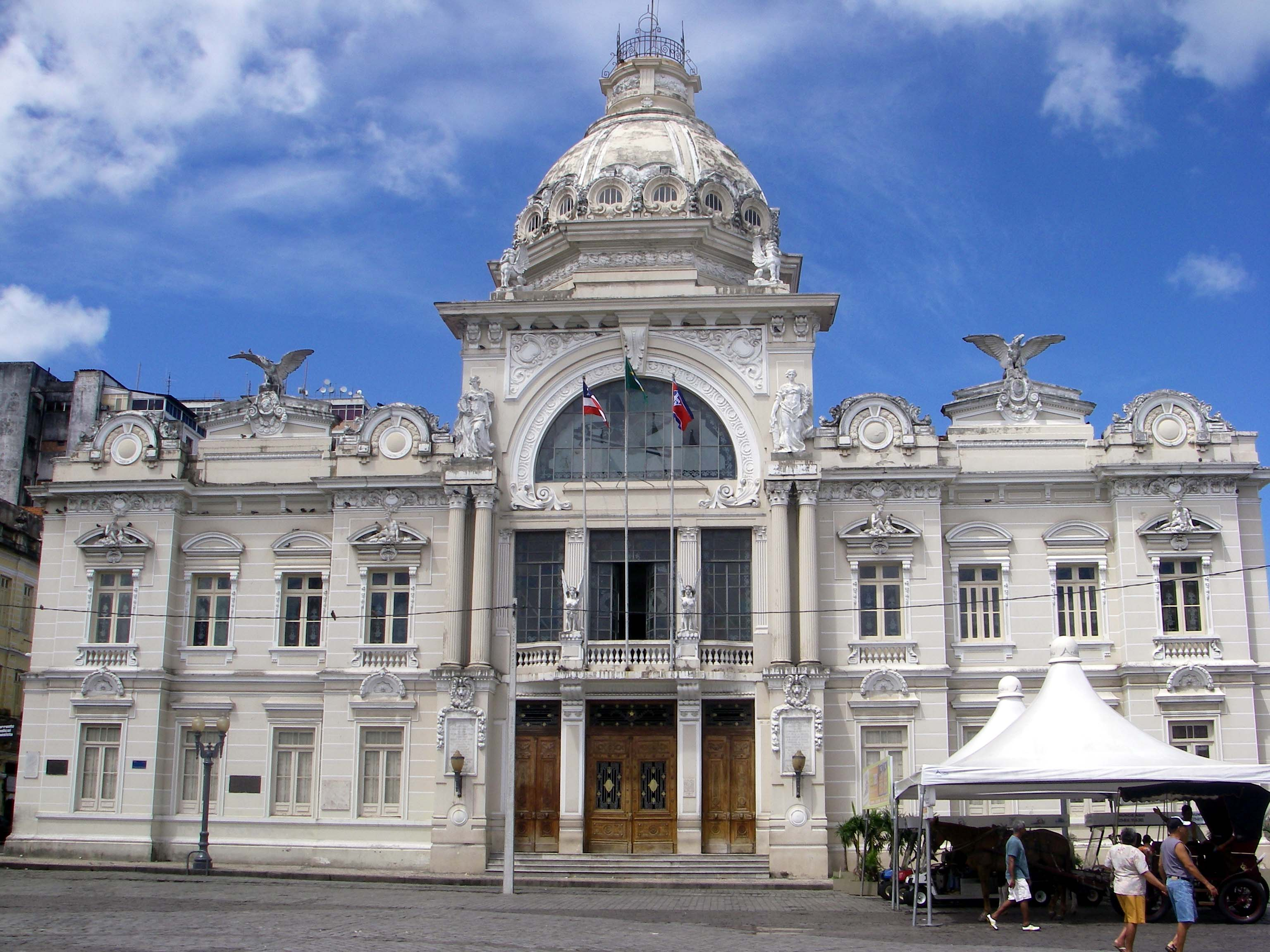
La façade du palais Rio Branco

Le palais Rio Branco est l'ancien siège du gouvernement de l'État de Bahia et l'un des plus anciens palais du Brésil. Il est situé place Tomé de Sousa, où se trouvent aussi la mairie, la câmara municipal (conseil municipal) et l'ascenseur Lacerda.
Le gouverneur général du Brésil Tomé de Sousa commença la construction du palais au milieu du XVIe siècle pour servir de centre de l'administration portugaise. À l'origine il était en pisé et a par la suite subi de petits agrandissements. Il a eu plusieurs fonctions, notamment celles de caserne et de prison. Il a hébergé Pierre II du Brésil lors de sa venue en 1859. À la fin du XIXe siècle, il avait encore la vieille façade coloniale portugaise, symbole de décadence dans la République naissante. Il a alors été profondément modifié et fut prêt en 1900. C'est alors un bâtiment de style néo-classique noble et imposant, au goût français.
Le 10 janvier 1912, le palais fut atteint par le bombardement ordonné par le Président de la République Hermes da Fonseca. Le bâtiment se trouva alors pratiquement en ruines. Parmi les pertes, la plus douloureuse fut la destruction de la riche collection de livres rares. La reconstruction commença et le palais fut inauguré à nouveau en 1919. Il reçut alors le nom de « palais Rio Branco » en hommage à l'un des plus grands hommes d'État brésiliens, le baron de Rio Branco. En 1984, le bâtiment fut entièrement restauré en raison du très mauvais état dans lequel il se trouvait. Il abrite aujourd'hui la fondation Pedro Calmon, la fondation culturelle de l'État de Bahia et le mémorial des gouverneurs.

#### SolarFerrão

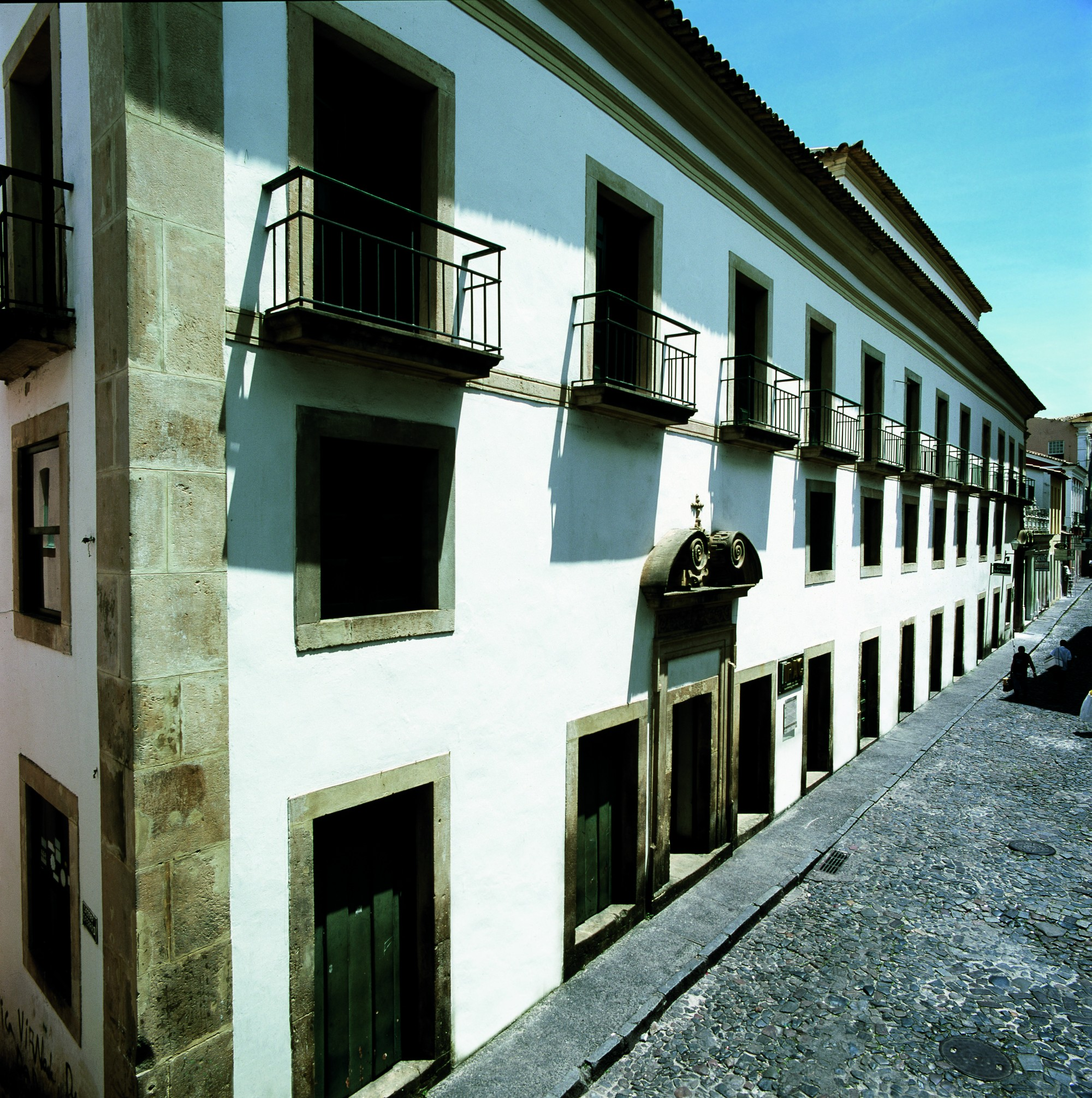
La façade du solar Ferrão

Le solar Ferrão se situe dans le quartier du Pelourinho. Sa construction débuta à la fin du XVIIe siècle pour un riche commerçant portugais, Antônio Maciel Teixeira, quand la ville était à l'apogée de son développement lié à la culture de la canne à sucre. Il fut la résidence de la famille Maciel jusqu'en 1756, année où il devint le siège du séminaire des jésuites de Salvador. Entre 1793 et 1814 il fut la résidence de Pedro Gomes Ferrão Castelo Branco, duquel vient son nom actuel. Il reçut divers usages et subit divers dommages jusqu'à son acquisition par le gouvernement de l'État de Bahia, en 1977.
Le solar est une grande maison noble construite entre les XVIIe siècle et XVIIIe siècle, située dans une zone en forte pente. Pour cette raison il possède trois niveaux à l'avant et six au fond, en plus d'un sous-sol. Sur la façade principale s'ouvrent deux portails datés de 1690 et 1701, décorés de volutes et de reliefs. L'étage le plus haut possède des fenêtres avec balcons et grilles en fer. À l'étage noble se trouvent des chambres à plafonds décorés de boiseries. Depuis son acquisition le bâtiment a subi plusieurs modifications qui ont révélé ses spécificités architecturales, comme les colonnes en grès, les peintures au plafond des salons, les vestiges des installations sanitaires du XVIIIe siècle et les égouts.
Appelé la « maison noble du Pelourinho » (Casa Nobre do Pelourinho),, le bâtiment a été classé par l'IPHAN en 1938,. Il a été restauré en 2008.

### Églises et couvents

#### Cathédrale-basilique

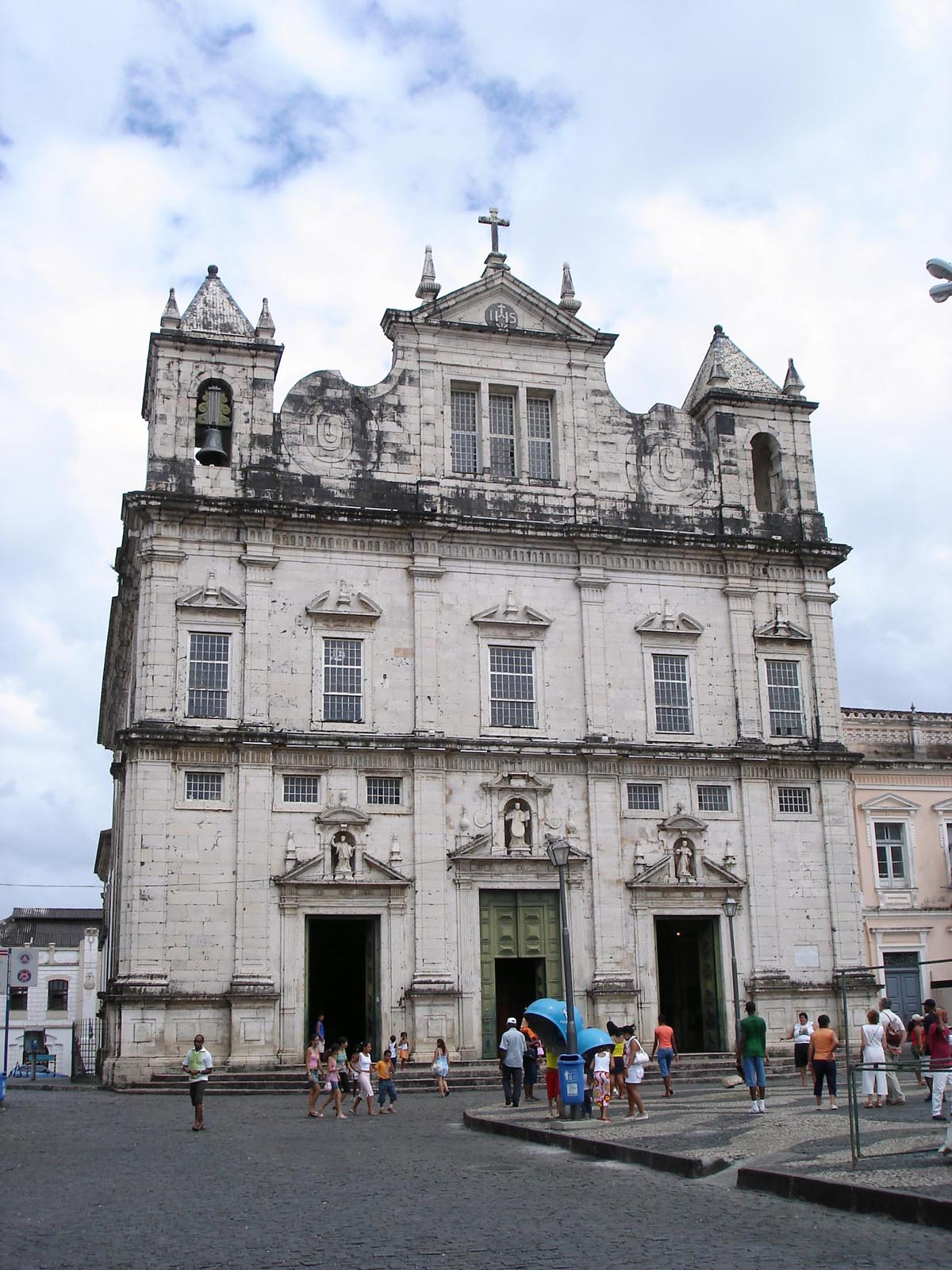
La cathédrale-basilique

La cathédrale Saint-Sauveur (Catedral Basílica Primacial São Salvador) est le seul reste de l'ancien collège des jésuites qui se trouvait sur le terreiro de Jesus. Il s'agit de la quatrième église du collège. Sa construction date du XVIIe siècle mais elle est devenue cathédrale seulement en 1781. L'ancienne cathédrale (sé), qui était située sur la praça da Sé, a été démolie en 1933. 
Le plan est caractéristique de églises luso-brésiliennes. Elle fut projetée par le frère Francisco Dias, arrivé à la Bahia en 1577 pour construire le collège. Le plan de la cathédrale comporte un transept inscrit dans le rectangle du bâtiment et des chapelles latérales reliées entre elles par des tribunes superposées. L'abside est bordée de deux chapelles et de couloirs qui conduisent à la sacristie transversale. On remarque aussi les retables de différentes périodes dans les chapelles et le plafond à caissons de la nef.
Sa façade, en calcaire lioz, cherche à concilier le modèle portugais traditionnel à deux tours et un nouveau modèle de façade avec des volutes et sans tours, proposé par Vignola. 
La cathédrale a été classée par l'IPHAN en 1938.

#### Église et couvent Saint-François

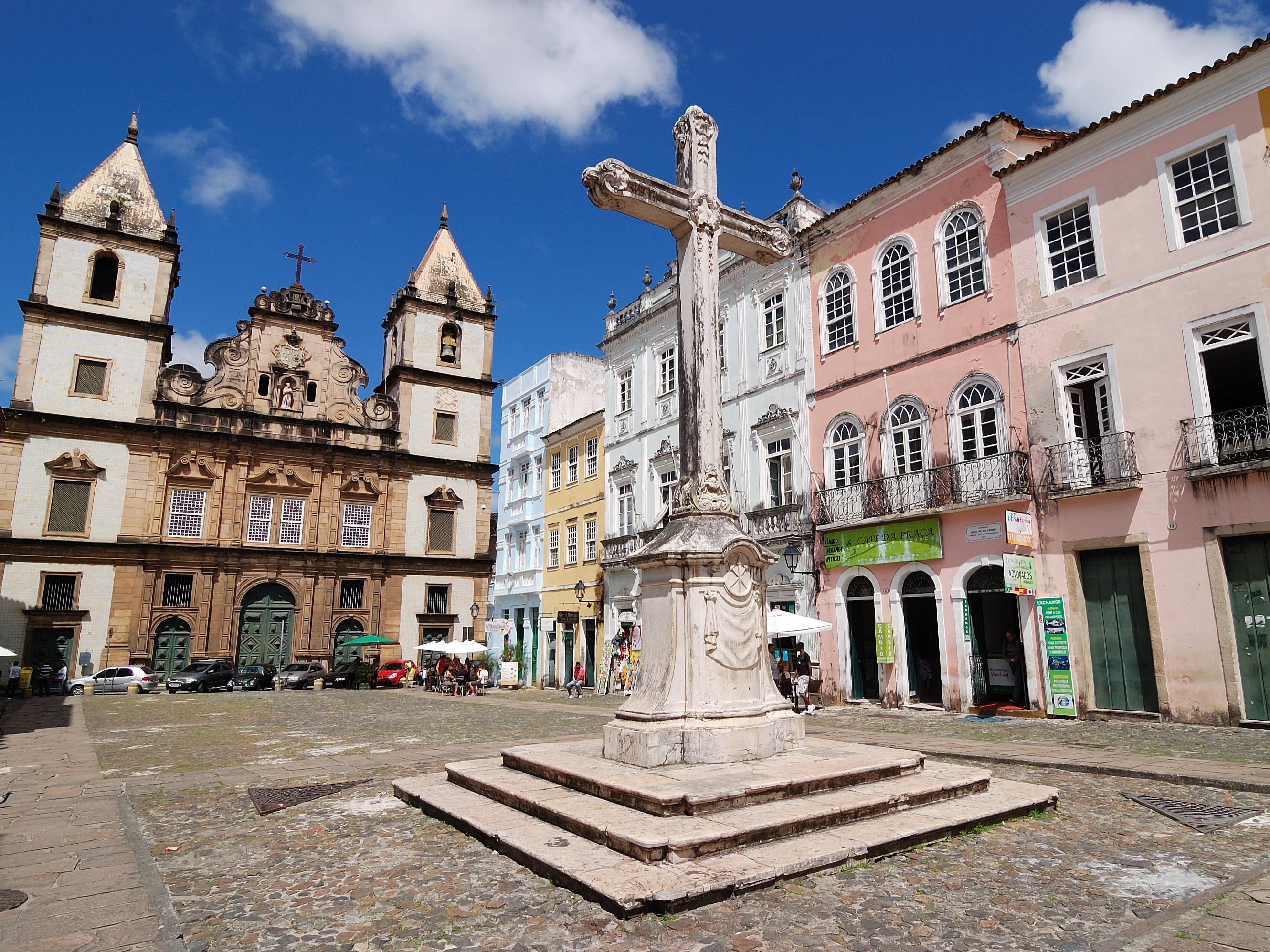
L'église Saint-François et le calvaire

Le couvent franciscain fut fondé en 1587 et détruit pendant l'invasion hollandaise[Quand ?]. La construction du couvent et de l'église actuels, sous l'administration du frère Vicente de Chagas, commença en 1686. 
Le couvent est organisé autour d'un cloître carré, bordé d'un côté par l'église et la sacristie, et des autres côtés par les cellules. L'ensemble d'azulejos du milieu du XVIIIe siècle est remarquable : il décore les galeries de deux étages et reproduit, au rez-de-chaussée, les estampes des Emblèmes d'Horace, publiées à Anvers en 1606.
La façade principale de l'église s'ouvre sur une place très allongée où se trouve un élément caractéristique des ensembles franciscains, le calvaire, qui donne sur le terreiro de Jesus. L'église et le couvent forment, avec le calvaire et l'église du Tiers-Ordre, un des complexes monumentaux les plus importants de Salvador.
La composition de la somptueuse façade de l'église est influencée par celle des églises des jésuites, divisant le corps rectangulaire en cinq parties, avec des pilastres. Son frontispice, à volutes, est bordé de tours terminées en pyramides et revêtues d'azulejos.
L'église, à trois nefs, se distingue des autres constructions franciscaines du Nordeste, à nef unique. Elle semble avoir été influencée par l'église Saint-François de Porto, construction gothique à trois nefs et décoration du XVIIe siècle, et par le plan luso-brésilien traditionnel. Les nefs latérales sont plus basses que le corps central dont elles sont séparées par des arcades reliées entre elles par des massifs, ce qui rappelle des chapelles. L'intérieur est un exemple du baroque du XVIIIe siècle. La décoration de la bibliothèque est aussi remarquable.

#### Église du Tiers-Ordre de Saint-François

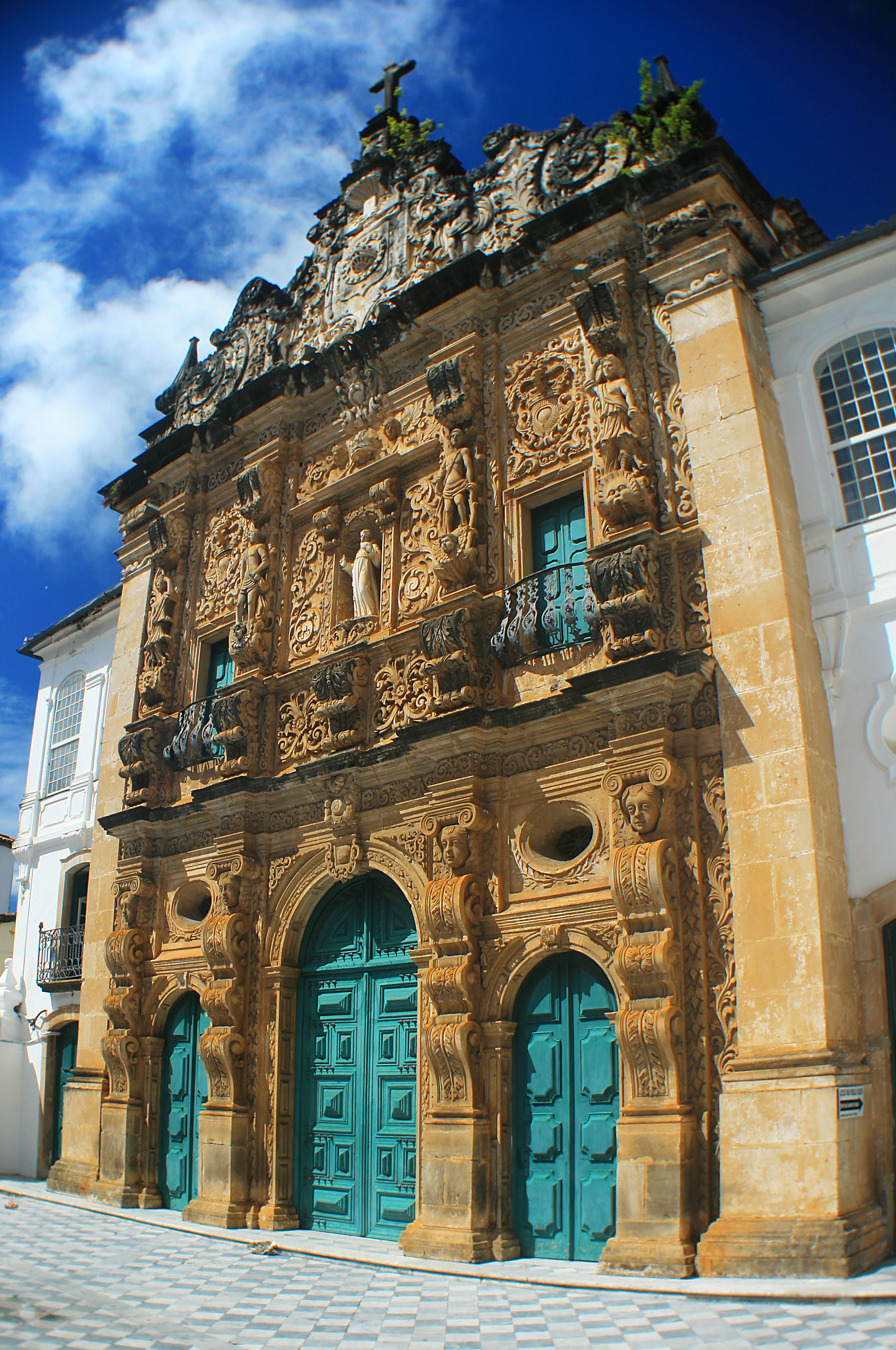
La façade de l'église du Tiers-Ordre de Saint-François

L'église du Tiers-Ordre de Saint-François (Igreja da Ordem Terceira de São Francisco) est une église catholique. Elle a été érigée en 1703 ou 1702, occupant le lieu d'une construction antérieure. Cette église est particulièrement importante pour l'étude du baroque au Brésil car elle est l'un des deux seuls exemples du pays dont la façade fut décorée dans le style churrigueresque (l'autre, moins expressif, étant l'église Nossa Senhora da Guia dans l'État de Paraíba).
La façade a été couverte de mortier pendant longtemps et c'est seulement au début du XXe siècle, au cours de travaux sur le réseau électrique, que la décoration fut redécouverte. Il y a une profusion de sculptures et de reliefs de fruits et feuillages, formant des guirlandes et des volutes. Le portail en pierre qui donne accès à la cour est aussi magnifiquement ornementé. L'église se trouve attachée à l'important ensemble de l'église et convent de Saint-François (pt), autre joyau du baroque brésilien. À côté se trouve un petit musée avec des expositions de pièces sacrées.
L'intérieur ne suit pas le même style. Il a été modifié plusieurs fois mais préserve encore une grande série d'azulejos peints venus du Portugal qui représentent Lisbonne avant le tremblement de terre de 1755 et des scènes du cortège de l'infant Joseph de Portugal et Marie-Anne-Victoire d'Espagne à leur mariage en 1729. Le plafond est décoré de peintures de Franco Velasco réalisées en 1831. 
L'église a été classée par l'IPHAN en 1938.

#### Église et couvent du Carmel

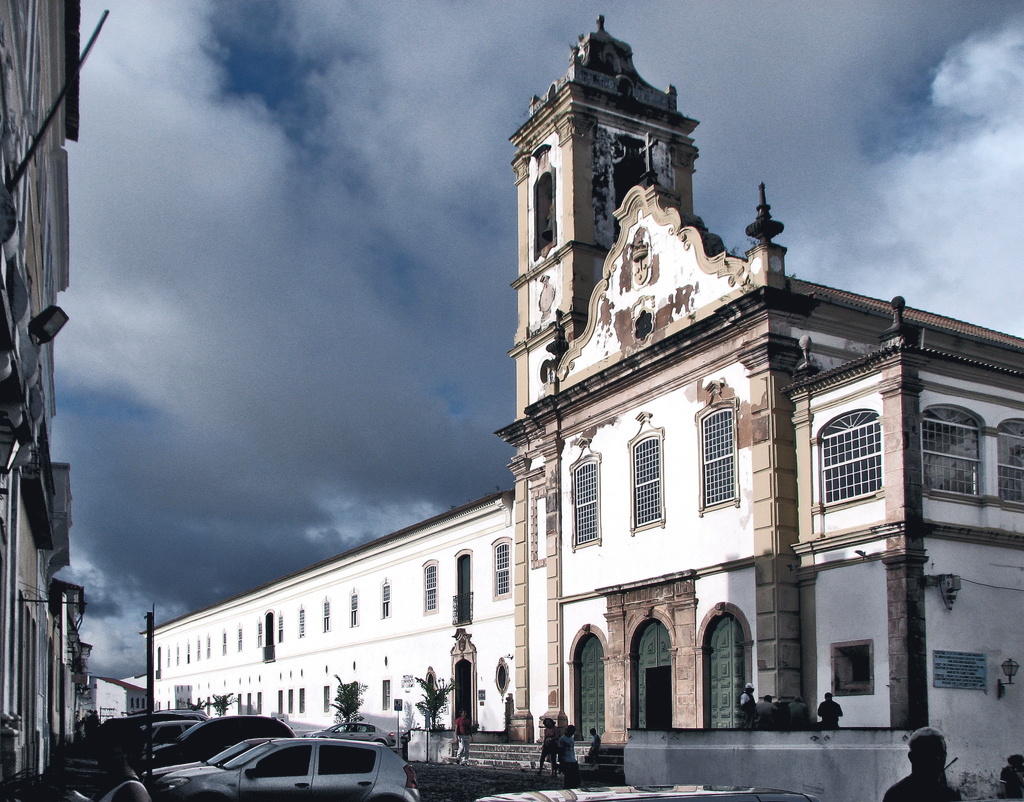
La façade de l'église et du couvent du Carmel

Le couvent du Carmel (Convento do Carmo) était un couvent carmélite situé sur la ladeira do Carmo dans le quartier du Pelourinho. Il s'agit de l'un des deux plus grands et plus anciens de l'ordre du Carmel au Brésil. Sa construction commença en 1586. Il servit d'abri pour les habitants de la Bahia pendant la guerre contre les Hollandais qui cherchaient à dominer la Bahia et par conséquent le Brésil, et qui trouvèrent refuge derrière ses murs qui constituent de véritables forteresses.
L'église du Carmel (Igreja do Carmo) est accolée au couvent. À côté se trouve l'église du Tiers-Ordre du Carmel (Igreja da Ordem Terçeira do Carmo) qui constitue un autre chef-d'œuvre. L'église du Carmel possède également une des plus belles sacristies du monde, aujourd'hui fermée au public. Une petite 
sacristie fut cependant construite pour les actes liturgiques du recteur de l'église.
Depuis les années 1970, le couvent s'est vu attribuer une fonction hôtelière, faute d'un nombre suffisant de moines. Il s'agit du premier hôtel de luxe du Brésil.

#### Église et couvent de Sainte-Thérèse
Au XVIIe siècle, six religieux de l'ordre des Carmes déchaux arrivèrent à Salvador en route vers l'Angola afin d'y fonder un couvent, par ordre du roi de Portugal. Faute d'embarcation, chose courante à l'époque, ils furent obligés de rester huit mois à Salvador. Ayant des difficultés à trouver des installations adéquates, ils eurent l'idée de fonder dans la prometteuse capitale de la colonie portugaise le Couvent de Sainte-Thérèse. Ils en obtinrent l'autorisation par une charte royale le 25 juin 1665.
Peu de choses sont connues sur la construction de l'édifice du XVIIe siècle. Vers 1686, les travaux du couvent furent conclus par un acte religieux solennel dans la nouvelle église, encore inachevée, en présence des autorités politiques et ecclésiastiques et du marquis des Minas, gouverneur général de la colonie. L'église Sainte-Thérèse fut achevée et inaugurée en 1697 et à cette occasion l'image de Notre-Dame du Mont-Carmel y fut transférée. En 1706, l'image de Notre-Dame des Douleurs, venue de Lisbonne, fut donnée au couvent et entre 1737 et 1739 furent installés les azulejos qui ornent l'église et construits le lavabo de pierre de la sacristie.
La fin du XVIIIe siècle fut marquée par des manifestations populaires émancipationnistes qui influencèrent le cours de l'histoire du couvent de Sainte-Thérèse. Le couvent fut occupé par les soldats portugais du général Madeira, puis par l'Exército Libertador (armée libératrice), quand la Câmara da Cidade manifesta son insatisfaction à l'encontre des terésios, jusqu'à la « révolution fédéraliste » de 1833. L'Ordre régulier de Sainte-Thérèse fut ainsi aboli en 1840.
Le séminaire archiépiscopal, qui disposait d'installations précaires, fut alors[Quand ?] transféré au couvent. Il quitta le couvent de Sainte-Thérèse en 1953, le laissant en très mauvais état. En 1958, l'université fédérale de Bahia et l'archidiocèse de São Salvador da Bahia restaurèrent le couvent en vue de le transformer en musée, sous la supervision de l'IPHAN. Le musée d'art sacré de l'université fédérale de Bahia fut inauguré le 10 août 1959.

### Autres
- Le plan incliné Gonçalves.
- L'ascenseur Lacerda.
- Le musée afro-brésilien de Salvador.
- Le musée de la médecine brésilienne (pt).
- La Casa Branca do Engenho Velho (pt), une maison de candomblé.